# 大隈一武
大隈 一武（おおくま かずたけ、1939年 - ）は、元西南学院大学教授。

## 略歴
佐賀県に生まれる。1962年（昭和37年）に九州大学法学部を卒業。イリノイ大学ロースクール修士課程修了。1962年（昭和37年）日本鋼管（現JFEスチール、JFEエンジニアリング）入社。総務部海外法務室長を経て、ゴールデンゲート大学の法学博士(S.J.D.)を取得し、西南学院大学法学部教授に。2010年（平成22年）3月退職。

## 著書
- 「米国進出企業のための企業買収・合弁経営戦略」
- 「中国の合弁関係法について」
- 「海外工事請負契約論」

### 共著
- 「契約の法律知識Q&A」
- 「実戦国際ビジネスQ&A」
- 「アメリカ事業進出ハンドブック－M&A・現地法人運営のビジネス法務」

### 訳書
- 「FIDIC海外工事契約の知識」
- 「EEC反ダンピング手続きにおける損害価格差の算定」
- 「カリフォルニア州のユニタリー・タックス改正法の分析」
- 「工事請負契約における保証およびボンド」